# 湯顯明
湯顯明，GBS（1949年7月12日—），前廉政專員、保安局署理常任秘書長及海關關長、第十二屆全國政協委員。

## 背景
湯顯明在1955年畢業於深水埗德貞幼稚園，1961年畢業於德貞小學上午校，原獲派入讀荃灣官立中學，中學就讀於拔萃男書院，香港中文大學英文系畢業，1972年11月加入香港政府，曾先後服務於行政主任及貿易主任職系，1992年4月加入政務職系，2005年4月獲升為首長級甲級政務官，曾被調任多個決策局及政府部門。1999年1月出任保安局副局長，2002年7月1日改稱保安局副秘書長，同日任署理保安局常任秘書長。2003年9月29日任海關關長，2007年7月1日至2012年6月30日任廉政專員。

## 魚蛋和牛腩送客
有外訪單位向廉署送上荔枝果品等土產，同事提議「禮尚往來」，他認為送禮是「基於感情發生」，於是吩咐下屬到北角總部附近的13座牛雜，購買共800多元的牛腩魚蛋回禮，但他否認自己有份享用，聲言無親眼見過該些食物。

## 爭議
湯顯明除了與內地富商東海集團主席，被捲入曾蔭權貪污案的黃楚標是「球友」外，他亦是「茅台之友會」成員，此會成員包括眾多中港澳政商界名人，包括全國政協副主席鄭萬通、中聯辦副主任黎桂康、李剛和前澳門行政長官何厚鏵等。
2013年4月，審計署報告揭發湯顯明在任期間的廉政公署，以「分拆帳單」及改作「宣傳費用」入賬手法，支持2010年11月初以及12月初的兩「超標」晚宴，宴請中國內地官員代表團魏宏、曹建明等，「走精面」（走捷径）繞過申領酬酢開支規管指引。 

## 曾任職政府部門
- 北區政務專員
- 貿易署
- 保安局
- 前保安科
- 前市政總署
- 前教育統籌科
- 前政務總署
- 駐日內瓦經濟貿易辦事處
- 香港海關
- 廉政公署